# American History X
Pour les articles homonymes, voir AHX.
Pour plus de détails, voir Fiche technique et Distribution.
American History X ou Génération X-trême au Canada francophone est un film américain réalisé par Tony Kaye, sorti en 1998. Edward Norton et Edward Furlong y interprètent les rôles principaux.
Le film suit deux frères. L'aîné Derek (Edward Norton) et son cadet Daniel/Danny (Edward Furlong) Vinyard vivent à Venice Beach, en Californie. Depuis le décès de son père pompier dans l'exercice de ses fonctions dans un ghetto de Los Angeles, Derek fréquente le mouvement skinhead néonazi. Daniel, le narrateur, nous conte les répercussions de cette décision de Derek sur sa vie, celle de sa famille et la sienne.
Le film a été généralement bien reçu par les critiques, et en particulier la prestation d'Edward Norton dans le rôle principal, qui lui a valu une nomination aux Oscars.

## Synopsis
Le film navigue entre le noir et blanc et la couleur, symbolisant le passé et le présent.
La scène d'ouverture en noir et blanc montre Derek, un skin head néo-nazi, tuer deux noirs qui ont tenté de forcer sa voiture, sous les yeux de son petit frère choqué et incrédule. Le film passe ensuite à la couleur et l'histoire se déroule 3 ans plus tard ; nous retrouvons Danny, dix-sept ans, désormais partisan du suprémacisme blanc, assis à l'extérieur du bureau du principal, où Murray, son professeur d'histoire, explique au Docteur Sweeney, le principal, que Danny a rédigé une dissertation faisant l'éloge du livre Mein Kampf d'Adolf Hitler. Après leur discussion, Sweeney fait entrer Danny et l'informe qu'il sera désormais son professeur d'histoire et nomme son cours « American History X » ; le premier devoir de Danny sera d'écrire une rédaction sur les conséquences des décisions de son frère sur sa vie, sous peine d'être renvoyé de l'école secondaire de Venice Beach.
Tout au long du film, des retours en arrière montrent comment la colère de Derek exploité par d'autres le mue en skinhead. Déjà influencé par le racisme latent de son père, Derek s'enfonce dedans quand ce dernier est tué dans l'exercice de ses fonctions dans un quartier afro-américain. Derek devient le bras droit de Cameron Alexander, chef d'un gang de rue néo-nazi appelé le « D.O.C. » (Disciples of Christ), et recrute d'autres jeunes gens pour rejoindre le groupement. Le gang commet des actes d'intimidation, comme saccager un magasin tenu par un Coréen et défier des joueurs noirs au basketball pour gagner l'occupation du terrain municipal. Ces incidents ne sont pas remarqués par sa famille, jusqu'à ce qu'une dispute avec Murray, le nouveau compagnon de la mère de Derek, qui est juif, ne la conduise à chasser son fils aîné de la maison. Plus tard dans la nuit, alors que Derek est avec sa petite amie Stacey, trois noirs tentent de voler la camionnette de son père. Derek tire sur deux d'entre eux, tuant le premier sur le coup. Le deuxième, qu'il a affronté le jour même au cours d'un match de basketball, est blessé, et Derek l'achève en éclatant sa tête contre le trottoir d'un coup de pied. Danny assiste à la scène avec horreur. La police arrête Derek alors qu'il adresse un sourire triomphant à son frère choqué.
Après avoir été reconnu coupable d'homicide volontaire, Derek est condamné à trois ans de prison dans l'Institution californienne pour hommes de Chino. Il y rejoint le gang carcéral Fraternité aryenne. Au bout d'un an, il perd ses illusions au sujet du gang, tout particulièrement à cause des trafics du groupe avec le gang mexicain de la prison. Lorsqu'il énonce à voix haute ses opinions, il est ignoré par les autres partisans de la suprématie blanche. Et quand il apprend que Lamont, un détenu noir, a écopé de 6 ans de prison pour avoir tenté de voler une télévision (laquelle est malencontreusement tombée sur le pied de l'officier de police qui tentait de l'arrêter), il prend conscience de la partialité du système judiciaire. Derek décide de ne plus s'associer aux partisans du gang et se lie d'amitié avec Lamont, qui lui dit qu"on ne juge pas un livre à sa couverture" ce qui fera réfléchir Derek sur ses idées néo-nazies. Ses compagnons de la Fraternité en prennent note avant de le frapper et le violer sous la douche, en représailles pour avoir quitté le gang.
Alors qu'il se remet de l'agression, Derek reçoit la visite du Docteur Sweeney, à qui il demande de l'aide dans l'espoir d'être libéré sur parole. Sweeney l'informe des aspirations de Danny à devenir un néo-nazi, comme Derek, avant de lui confier qu'il nourrissait lui aussi une haine farouche à l'égard des blancs étant jeune, puis a réalisé que le racisme était infondé. Sweeney déclare que Derek a passé sa vie à poursuivre des réponses, puis lui demande s'il a déjà fait quelque chose qui a rendu sa vie meilleure. Cela constitue un moment clef pour Derek, qui prend rapidement ses distances avec la Fraternité aryenne et change son regard sur la vie. Lamont apparaît comme son seul vrai ami en prison, et il est l'une des raisons qui contribuent à maintenir Derek en vie : il se sert de son influence pour empêcher les détenus noirs de s'attaquer à lui. Lorsque Derek est finalement libéré et retourne chez lui, il découvre que Danny est devenu un skinhead adepte du suprémacisme blanc, et essaie sans succès de le convaincre de quitter le gang. Derek annonce au leader, Cameron, qu'il ne s'associera désormais plus à lui ni au gang. Cameron provoque alors Derek, qui le frappe avant de quitter son bureau. S'ensuit une confrontation au cours de laquelle Seth Ryan, un ancien ami de Derek, pointe un revolver sur lui. Derek s'empare de l'arme et la braque sur la foule en colère avant de s'enfuir de la fête. Danny, en colère, s'oppose à son frère, qui lui raconte son expérience en prison. Sa confession semble précipiter un changement chez Danny, et ils regagnent leur domicile ensemble.
Le lendemain matin, Danny termine sa rédaction pendant que Derek se prépare pour un rendez-vous avec son officier de probation. Derek emmène Danny à l'école avant le rendez-vous ; en route, ils s'arrêtent à un café où ils sont rejoints par le Docteur Sweeney et un policier. Ils disent à Derek que Cameron et Seth ont été attaqués la nuit précédente, et ont été hospitalisés. Derek prétend ne pas être au courant de l'incident, alors que les deux hommes lui demandent de l'aide, ce qu'il accepte à regret de faire.
Quelques instants plus tard, dans les toilettes de l'école, Danny se retrouve face à un jeune noir qu'il a déjà croisé la veille du vol du véhicule en pleine nuit, et qui tire mortellement sur lui. Quand Derek arrive, il enserre son frère dans ses bras en pleurant. Le film s'achève sur la voix off de Danny qui lit les dernières lignes de sa rédaction, dans lesquelles il cite la conclusion du discours d'investiture d'Abraham Lincoln : « Nous ne sommes pas ennemis, mais amis. Nous ne devons pas être ennemis. Même si la passion nous déchire, elle ne doit pas briser l’affection qui nous lie. Les cordes sensibles de la mémoire vibreront dès qu’on les touchera, elles résonneront au contact de ce qu’il y a de meilleur en nous. »

## Fiche technique
- Titre original et français : American History X
- Titre québécois : Génération X-trême
- Réalisation : Tony Kaye et Alan Smithee[1]
- Scénario : David McKenna
- Musique : Anne Dudley
- Photographie : Tony Kaye
- Montage : Gerald B. Greenberg et Alan Heim
- Décors : Jon Gary Steele
- Costumes : Douglas Hall
- Production : John Morrissey, Jon Hess, David McKenna, Bill Carraro, Kearie Peak, Steve Tisch et Lawrence Turman
- Société de production : New Line Cinema
- Budget : 20 millions de dollars[2]
- Box-office :
  -  États-Unis : 6 719 864 $[2]
  -  France : 621 733 entrées[3]
  -  Mondial : 23 875 127 $[2]
- Pays d'origine :  États-Unis
- Langue : anglais
- Format : Noir et Blanc et couleur — 35 mm — 1,85:1 — SDDS / Dolby Digital / DTS
- Genre : Drame
- Durée : 119 minutes
- Dates de sortie :
  -  États-Unis : 30 octobre 1998
  -  France et  Belgique : 3 mars 1999
- Classification :
  - R (États-Unis)
  - Interdit aux moins de 16 ans (France)

## Distribution
- Edward Norton (VF : Damien Boisseau ; VQ : Antoine Durand) : Derek Vinyard
- Edward Furlong (VF : Alexis Tomassian ; VQ : Inti Chauveau) : Daniel Vinyard
- Beverly D'Angelo (VF : Christine Delaroche ; VQ : Élise Bertrand) : Doris Vinyard
- Avery Brooks (VF : Jacques Martial ; VQ : Yves Corbeil) : Docteur Bob Sweeney
- Jennifer Lien (VF : Virginie Ledieu ; VQ : Aline Pinsonneault) : Davina Vinyard
- Ethan Suplee (VF : Daniel Lafourcade ; VQ : Michel M. Lapointe) : Seth Ryan
- Stacy Keach (VF : Serge Sauvion ; VQ : Alain Gélinas) : Cameron Alexander
- Fairuza Balk (VF : Stéphanie Murat ; VQ : Christine Bellier) : Stacey
- Elliott Gould (VF : Bernard Alane ; VQ : Benoît Marleau) : Murray Rosenberg
- Guy Torry (VF : Lucien Jean-Baptiste ; VQ : Louis-Philippe Dandenault) : Lamont
- William Russ (VF : Pierre Laurent ; VQ : Marc Bellier) : Dennis Vinyard
- Joseph Cortese (VF : Hervé Jolly ; VQ : Claude Préfontaine) : Rasmussen
- Antonio David Lyons (VF : Lucien Jean-Baptiste ; VQ : Pierre Auger) : Lawrence
- Jason Bose Smith : Henry
- Alex Sol : Mitch McCormick
- Michelle Christine White : Lizzy
- Christopher Masterson : Daryl Dawson

Sources et légende : Version française (VF) sur AlloDoublage. Version québécoise (VQ) sur Doublage Québec.

## Production

### Attribution des rôles
Joaquin Phoenix devait incarner Derek Vinyard mais refusa car il n'aimait pas l'histoire. Edward Norton refusera de jouer dans Il faut sauver le soldat Ryan de Steven Spielberg pour incarner le rôle. Marlon Brando était le premier choix pour incarner Cameron Alexander avant que le rôle ne revienne à Stacy Keach. Paul Mazursky devait quant à lui, incarner Murray Rosenberg.

### Montage
Le film a connu de gros problèmes au montage. En effet, au cours de celui-ci éclata un conflit entre le réalisateur Tony Kaye et le directeur du studio New Line, Michael Luca. Les deux hommes ne pouvant parvenir à s'entendre, une première version montée du film fut renvoyée au montage pour être révisée. Il fut refusé à Tony Kaye d'effectuer le montage final, et ce fut Edward Norton qui fut envoyé par les producteurs pour réaliser une version plus proche du script initial. Tony Kaye exprima son mécontentement dans la presse, ne trouvant pas le dernier montage de bonne qualité. Il essaya même de faire retirer toute mention de sa participation dans les crédits du film,, déclarant ouvertement aux journalistes qu'il voulait remplacer son nom par « Alan Smithee », pseudonyme que la Directors Guild of America utilise dans ce genre de cas. Après plusieurs semaines de conflit, un terrain d'entente put être trouvé et le film fut enfin monté.

## Accueil

### Distribution
Avec un budget de 20 millions de dollars, American History X est sorti aux États-Unis le 30 octobre 1998, distribué par New Line Cinema. Sorti lors de son premier week-end dans dix-sept salles de cinéma, il a rapporté 156 076 $. Il a ensuite été distribué dans 513 salles américaines et a remporté 6 719 864 $ aux États-Unis, et 17 155 263 $ dans le reste du monde, pour un total de 23 875 127 $. En France, le film est sorti le 3 mars 1999, distribué par Metropolitan Filmexport. Il est sorti en DVD le 20 mars 2000 et en Blu-ray le 16 juin 2009.

### Accueil critique
En général, American History X a reçu un accueil critique plutôt positif. Sur les 73 critiques du film collectées par le site internet Rotten Tomatoes, 82 % sont positives avec un score moyen de 7,2/10. Des 21 « meilleurs critiques » selon le site, 71 % sont positives avec un score moyen de 6,6/10. Sur 32 critiques sur Metacritic, le film obtient une moyenne de 62/100. Sur Allociné, la moyenne des titres de presse de 3,1/5. Sur le site internet communautaire IMDB, la moyenne des spectateurs est de 8,6/10.

## Distinctions

### Nomination
Pour son rôle dans le personnage principal, l'acteur Edward Norton a été nommé pour l'Oscar du meilleur acteur en 1999, mais Roberto Benigni le remporte pour son interprétation dans La vie est belle.